# Friedrich Lahrs
Johann Ludwig Friedrich von Lahrs (Königsberg, 11 luglio 1880 – Stoccarda, 13 marzo 1964) è stato un architetto e docente tedesco.

## Biografia
Lahrs nacque a Königsberg, nella Prussia Orientale e, dopo aver frequentato il Löbenicht Realgymnasium, studiò all'Università Tecnica di Charlottenburg nel 1898. Lavorò quindi a Berlino ed a Charlottenburg sino al 1908; nel 1906 venne insignito del "premio Karl Friedrich Schinkel" e dal 1908 iniziò a lavorare per la Kunstakademie nella sua città nativa di Königsberg dove insegnò architettura dal 1911 al 1934.
Il suo impegno come architetto si esplicò nella realizzazione della Kunsthalle (completata nel 1913) a Tragheim e nella nuova sede della Kunstakademie (completata nel 1919) dopo essersi spostato a Ratshof. Nel 1920 Lahrs e Stanislaus Cauer disegnarono il memoriale per il cimitero di Gemeindefriedhof presso Rothenstein e Maraunenhof; il monumento aveva lo scopo di commemorare i 200 lavoratori uccisi in un'esplosione di una fabbrica di munizioni a Rothenstein.
Lahrs disegnò anche il nuovo mausoleo per Immanuel Kant presso la cattedrale di Königsberg nel 1924. Nel medesimo anno disegnò un memoriale reggimentale presso la Porta di Brandeburgo per commemorare i militari del corpo d'artiglieria di Königsberg durante la prima guerra mondiale. Nel 1926 guidò gli scavi nel cortile del Castello di Königsberg che riportarono alla luce le prime fondamenta dell'edificio e tracce del suo antico e glorioso passato. Duea nni più tardi disegnò l'ufficio delle finanze provinciale, il Landesfinanzamt, appena fuori Neurossgarten. 
Lahrs rimase alla Kunstakademie sino al 1934 quando decise di ritirarsi dalla carriera dell'insegnamento dopo la nomina di Kurt Frick all'accademia durante il Gleichschaltung. Lahrs sposò Maria Lahrs, pittrice specializzata in silhouettes, con la quale ebbe tre figlie. Espulso da Königsberg nel 1945 dai sovietici che avevano occupato la città dalla fine della seconda guerra mondiale, Lahrs si insediò a Stoccarda. Nel 1956 pubblicò il testo Das Königsberger Schloß, un volume di storia architettonica del castello di Königsberg. Lahrs morì a Stoccarda nel 1964 a causa di un incidente d'auto.

## Galleria d'immagini

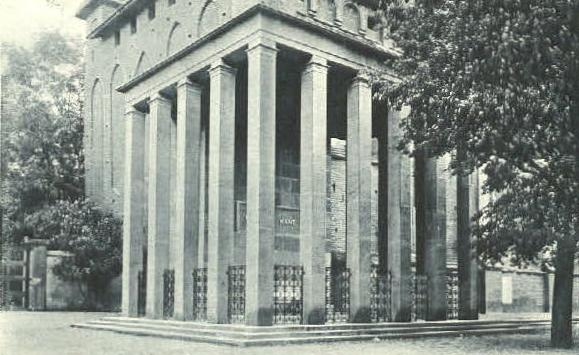
Il mausoleo a Kant
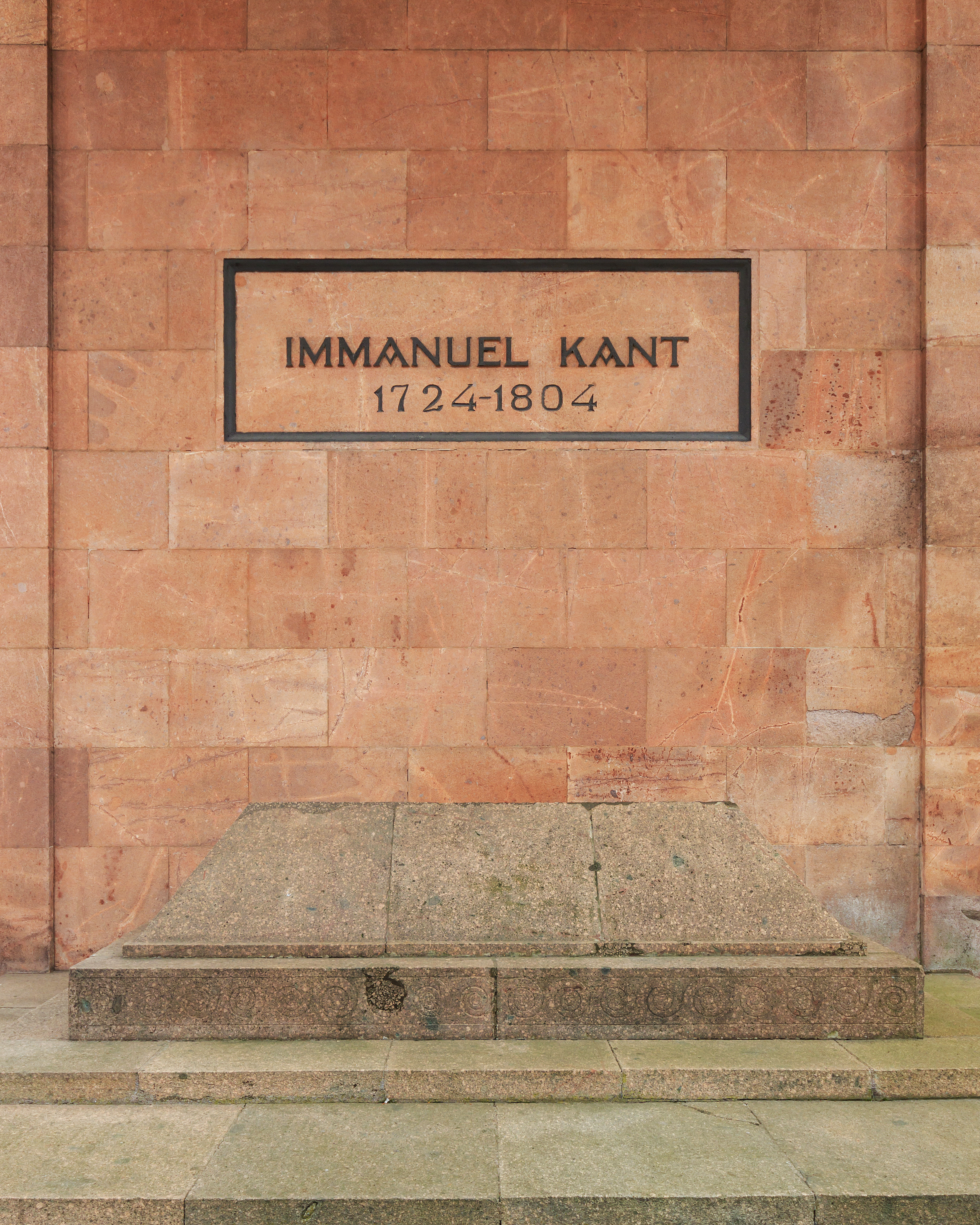
Il mausoleo a Kant